# Jean Larregain
Jean Larregain MEP (chiń. 甘有為; ur. 6 stycznia 1888 w Saint-Pée-sur-Nivelle, zm. 2 maja 1942 w Kunmingu) – francuski duchowny rzymskokatolicki, misjonarz, wikariusz apostolski Junnanu.

## Biografia

### Młodość i prezbiteriat
Wstąpił do Wyższego Seminarium Duchownego w Bajonnie (po jego zamknięciu przez antyklerykalny rząd w 1907, studiował w Wyższej Szkoły Teologicznej w Nay, będącą kontynuacją WSD w Bajonnie), jednak w trakcie nauki przeniósł się do Wyższego Seminarium Duchownego Towarzystwa Misji Zagranicznych w Paryżu, gdzie został przyjęty 17 października 1907. 8 marca 1913 przyjął święcenia prezbiteriatu  i został kapłanem diecezji Bajonny, należącym do Towarzystwa Misji Zagranicznych w Paryżu.
14 maja 1913 wypłynął na misje do Chin, gdzie został przydzielony do wikariatu apostolskiego Kuejczou. Początkowo uczył się języka mandaryńskiego. Po wybuchu I wojny światowej w 1914 został zmobilizowany i przez kolejne 4 lata był żołnierzem francuskich oddziałów kolonialnych stacjonujących w Tiencinie i Pekinie, gdzie dosłużył się stopnia sierżanta.
Po demobilizacji udał się w podróż do Mandżurii, Korei i Japonii, gdzie zapoznawał się z metodami ewangelizacji. Po powrocie do Kuejczou otrzymał okrąg misyjny zamieszkany przez rdzenną ludność niechińską, spokrewnioną z Tajami. Zbudował w nim kościół oraz rozwinął szkoły, katechumenaty i przychodnie. Szczególny nacisk położył na budowę wielu obiektów sanitarnych, w celu zapobieżenia nękającym rejon epidemiom. Pomagał ubogim, zatrudniając ich za dobre wynagrodzenie na plantacjach ryżu. W okresach klęsk głodu rozdawał ryż potrzebującym.
Po wybuchu chińskiej wojny domowej w jego okręgu zapanowała anarchia, skutkująca m.in. częstymi grabieżami. Ponadto ks. Larregain długo chorował m.in. na malarię, w związku z czym poprosił o urlop. W 1929 powrócił do Francji. 17 października 1929 otrzymał stanowisko przedstawiciela Chin Południowych w Radzie Centralnej Towarzystwa Misji Zagranicznych w Paryżu oraz ekonoma seminarium duchownego.

### Episkopat
13 czerwca 1939 papież Pius XII mianował go wikariuszem apostolskim Junnanu oraz biskupem tytularnym arycandyjskim. 29 października 1939 w bazylice św. Piotra na Watykanie przyjął sakrę biskupią z rąk Piusa XII. Współkonsekratorami byli sekretarz Kongregacji Rozkrzewiania Wiary abp Celso Costantini oraz emerytowany wikariusz apostolski Ugandy Henri Streicher MAfr.
W związku z nominacją ponownie wyjechał do Chin. Do stolicy swojego wikariatu - Kunmingu, przybył 7 stycznia 1940. Odbywał wizytacje podległych mu placówek duszpasterskich, edukacyjnych i charytatywnych. Rozwijał szkolnictwo. Zmarł 2 maja 1942 na dur rzekomy.